# Vuelo 185 de SilkAir
El vuelo 185 de SilkAir, un Boeing 737-36N registrado como 9V-TRF, era un vuelo regular de pasajeros de Jakarta, Indonesia, a Singapur, que se estrelló el 19 de diciembre 1997 en el río Musi después de descender repentinamente de los 35.000 pies (10.668 m) de altitud de crucero, muriendo los 97 pasajeros y siete tripulantes a bordo.
Las dos cajas negras dejaron de funcionar, en diferentes momentos y sin razón aparente, minutos antes de que la aeronave comenzara a precipitarse sin control contra el agua. 
El accidente fue investigado por varios organismos, con diferentes resultados. El informe del Comité Nacional de Seguridad del Transporte (NTSC) de Indonesia, que fueron los investigadores principales, concluyó que no había elementos suficientes para establecer la causa. La Junta Nacional de Seguridad del Transporte (NTSB) de Estados Unidos realizó un informe con autorización de las autoridades indonesias y concluyó que probablemente el accidente se produjo a partir de un acto intencional de alguno de los pilotos, probablemente el comandante, quien también habría desactivado la grabadora de datos de voz intencionalmente para que no quedaran registros. La Corte Suprema de California también investigó el caso a raíz de una demanda de familiares de las víctimas y estableció que la responsabilidad del accidente fue de la empresa Parker Hannifin Corporation, fabricante del avión, debido a una falla metalúrgica estructural en las piezas manufacturadas por la empresa, que causó la deflexión del timón que llevó a la caída del avión.

## Incidente

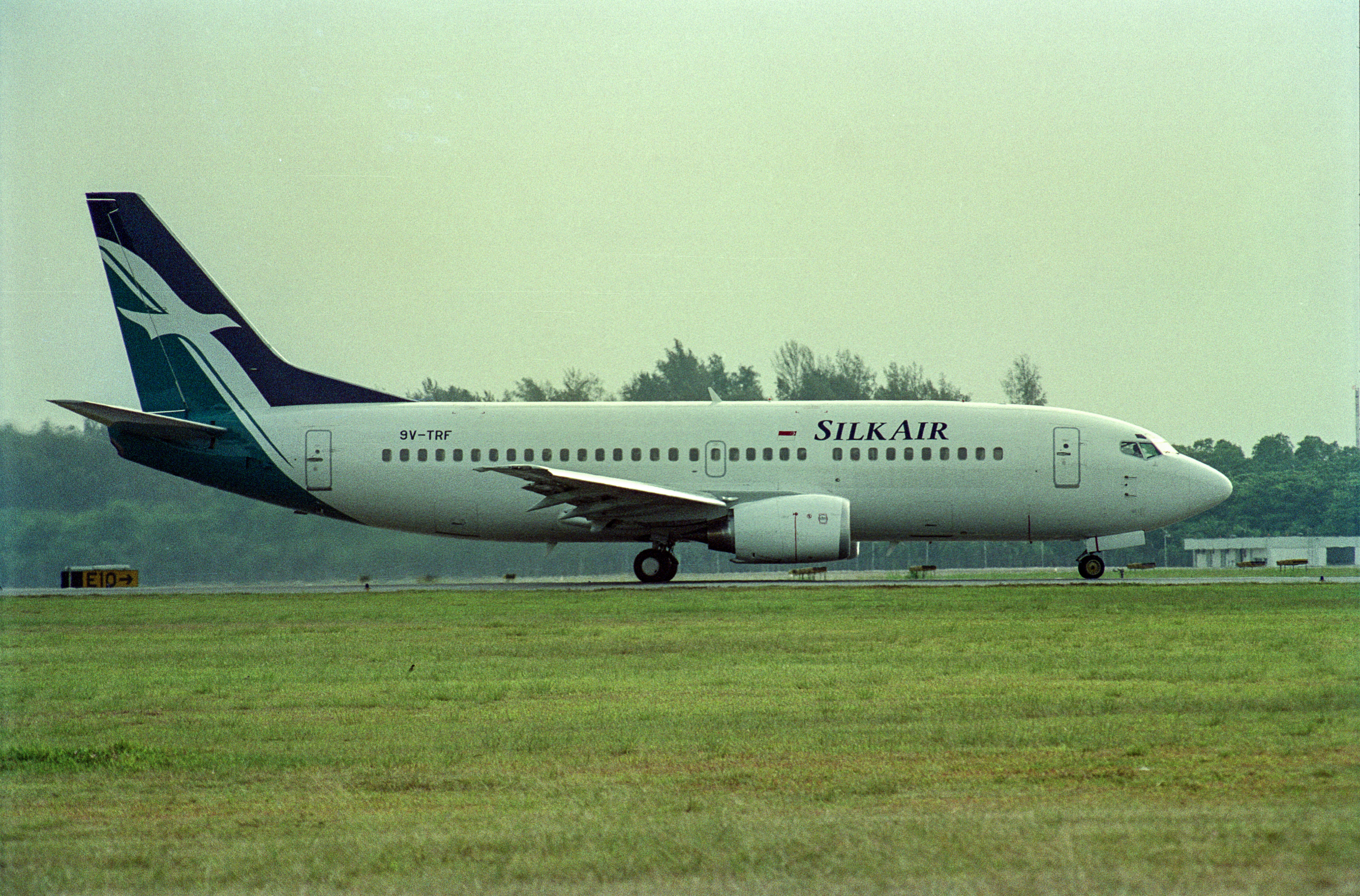
9V-TRF, la aeronave involucrada en el accidente, en Aeropuerto Internacional de Singapur en mai 1997

El avión del vuelo 185 era un Boeing 737-300, el más nuevo de la flota de SilkAir, entregado a la aerolínea el 14 de febrero de 1997, diez meses antes del accidente.
Con 97 pasajeros a bordo y una tripulación con siete años de experiencia, el Boeing partió de la pista 25R del aeropuerto Soekarno-Hatta de Yakarta a las 15:37 hora local (08:37 UTC) para un vuelo previsto de 80 minutos hasta el aeropuerto Changi de Singapur, con el capitán Tsu Way Ming pilotando. Se esperaba buen tiempo para la ruta, a excepción de algunas tormentas eléctricas cerca de la isla de Singkep, 120 km al sur de Singapur.
El avión fue autorizado a subir al nivel de vuelo 350 (alrededor de 35.000 pies/10.668 m por encima del nivel medio del mar), y dirigirse directamente a Palembang. A las 15:47 el avión alcanzó el nivel 245 (24.500 pies o 7.468 m). La tripulación solicitó una autorización para proceder directamente a PARDI; a las 15:53 la tripulación informó de que habían alcanzado su altitud de crucero 350 (35.000 pies/10,668 m) y fue autorizada a proceder directamente a Pardi, y a que informaran a través de Palembang. 
A las 16:05 la grabadora de voz de la cabina (CVR), una de las dos «cajas negras», dejó de funcionar súbitamente. A las 16:10 el controlador informó que el vuelo se encontraba en el rumbo correcto a Palembang; indiicó a la aeronave que mantuviese el nivel de vuelo 350 (35.000 pies/10.668 m) y se pusiese en contacto con el control de Singapur cuando llegase a PARDI; la tripulación confirmó que habían recibido esta información. A las 16:11:27 la grabadora de datos de vuelo (FDR), la otra «caja negra», también dejó de funcionar.

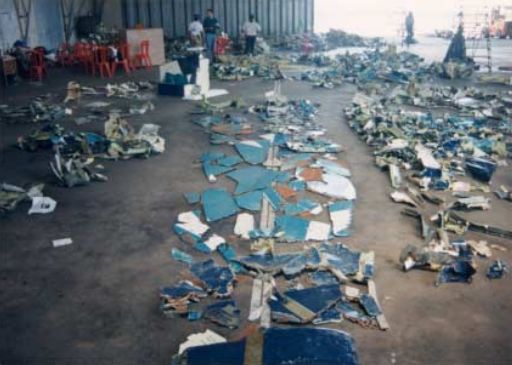
Restos recuperados del avión accidentado.

A las 16:12:18, menos de un minuto después de que dejara de funcionar la segunda caja negra (FDR), la nave comenzó una inmersión rápida y casi vertical, sin que la tripulación transmitiera ninguna comunicación. El avión se rompió en pleno vuelo, estrellándose en el río Musi, cerca de Palembang, Sumatra. Las 104 personas a bordo murieron en el accidente.
Los escombros quedaron repartidos en un radio de varios kilómetros, aunque la mayoría de los restos se concentraron en un área de 60 por 80 metros en el fondo del río. Algunos restos de cuerpos se hallaron, pero tanto el avión como los pasajeros se desintegraron por el impacto. Sólo seis identificaciones positivas se obtuvieron con los últimos restos humanos recuperados. Entre los muertos en el accidente de Singapur se encontraba la modelo y escritora Bonny Hicks.

## Investigación y conclusiones diversas
El accidente fue investigado por el Comité Nacional de Seguridad en el Transporte (NTSC), dependiente del Gobierno indonesio, asistido por grupos de expertos de los EE.UU., Singapur y Australia. En la investigación también participó la Junta Nacional de Seguridad del Transporte (NTSB) de Estados Unidos, en acuerdo con la NTSC, presentando un informe propio autónomo.
Entre las evidencias, fueron recuperadas las dos cajas negras, pero ninguna de las dos tenía datos sobre el accidente porque ambas habían dejado de funcionar, en diversos momentos, antes de que se iniciara la sucesión de hechos que llevaron al siniestro. También se encontraron aproximadamente el 73% de los restos del avión, la mayoría de los cuales se encontraban en el río donde se estrelló.
El 14 de diciembre de 2000, después de tres años de investigación, el NTSC de Indonesia emitió su informe final, concluyendo que no existía evidencia suficiente para establecer la causa del accidente. El informe detalla algunos datos relacionados con la posibilidad de que se tratara de una acción intencional del piloto Tsu Way Ming, pero concluye que las mismas carecían de entidad suficiente para concluir que se había tratado de un suicidio:
- En las simulaciones computarizadas del momento de la caída, solo uno de los seis escenarios simulados fue compatible con los datos del accidente: "una combinación de acciones manuales sostenidas sobre timón y/o alerones más manipulación del timón de profundidad (tracción y presión)".[1]
- En el comportamiento profesional de los pilotos ese año se constató que el comandante Tsu Way Ming había protagonizado un incidente (Manado incident), debido a una maniobra de "motor y al aire" (go-around manoeuvre). Durante la investigación del incidente, el comandante cometió otra falta, desconectando intencionalmente el Grabador de Voces de Cabina (CVR), con el fin de que no quedara registro de las conversaciones mantenidas con su copiloto sobre el incidente de Manado. Debido a esas infracciones la compañía sancionó a Ming retirándolo de su cargo de piloto instructor, mientras continuaba la investigación del incidente.[2]
- El informe reveló también que se había detectado que el capitán Tsu Way Ming se encontraba en una situación financiera comprometida, a raíz de las pérdidas sufridas en la bolsa de valores entre 1993-1996, que no habían podido ser subsanadas ese año. Debido a la falta de pago de sus deudas de bolsa, Ming fue suspendido dos veces ese año como operador de la Bolsa de Singapur; la última de las suspensiones se había dispuesto el 9 de diciembre y continuaba en vigencia el día del accidente. Ese día, a su vez, se había comprometido a cancelar sus deudas al volver del vuelo.[3]
- El informe menciona asimismo que el día del accidente una compañía de seguros había aprobado el seguro de vida del capitán Ming para la hipoteca de su casa, solicitado pocos días antes, pero consideró que se trataba de una práctica habitual y que no tenía conexión con el accidente.[3]

La Junta Nacional de Seguridad del Transporte (NTSB) de Estados Unidos realizó a su vez un informe independiente y concluyó que la evidencia era compatible con una manipulación deliberada de los controles de vuelo, lo más probable por el capitán, que puso el avión en un picado vertical y provocó que se estrellara. En una carta a la NTSC de 11 de diciembre de 2000, la NTSB escribió: 

El examen de todas las pruebas objetivas está en consonancia con las conclusiones que : 1) ningún fallo mecánico o mal funcionamiento relacionados con el avión, causaron o contribuyeron al accidente, y 2) el accidente se puede explicar por acción intencional del piloto. En concreto, a) el perfil del vuelo del avión del accidente es consistente con un pilotaje manual mantenido de vuelo en picado; b) las pruebas sugieren que la grabadora de voz de cabina (CVR) se desconectó intencionalmente; c) la recuperación del avión era posible, pero no se intentó; y d) es más probable que el pilotaje de vuelo en picado fuera hecho por el capitán que por el primer oficial.

En 2001, seis familiares de víctimas demandaron a SilkAir alegando que el accidente había sido provocado intencionalmente por el piloto, pero la Corte Suprema de Singapur rechazó la demanda sosteniendo que «la carga de probar que el vuelo MI185 fue intencionalmente chocado no ha sido cumplida».
Con posterioridad algunos investigadores comenzaron a analizar una posible relación con otros accidentes similares sufridos por aviones Boing 737, en especial una serie de accidentes causados por el timón y deficiencias metalúrgicas surgidas durante el proceso de producción a cargo de la empresa Parker Hannifin Corporation. Los defectos metalúrgicos de los timones para Boing 737 fabricados por esta empresa habían sido considerados como posibles causas de los accidentes sufridos por el Vuelo 585 de United Airlines de 1991 y el Vuelo 427 de USAir de 1994, así como el incidente del Vuelo 517 de Eastwind Airlines de 1996.
Basados en estas nuevas investigaciones, algunos familiares de víctimas demandaron a Parker Hannifin Corporation en los Estados Unidos. En 2004 la Corte Suprema de California condenó a la empresa Parker Hannifin Corporation como responsable del accidente del vuelo 185 de SilkAir. El tribunal concluyó que el accidente había sido provocado por una deflexión del timón no comandada por la tripulación, causada por un defecto de las piezas manufacturadas por Parker Hannifin. La empresa, a su vez, sostuvo que el accidente fue causado intencionalmente por el piloto, pero aceptó también la posibilidad de que sucediera una falla del timón como la mencionada, atribuyendo también en este caso la responsabilidad a la tripulación por no haber seguido el protocolo indicado en ese caso.

## Víctimas
Silk Air emitió un comunicado de prensa el 19 de diciembre de 1997, con un conteo de pasajeros por nacionalidad, y otro al día siguiente con los detalles de la tripulación y una lista de pasajeros completa.
| Nacionalidad         | Pasajeros | Tripulación | Total |
| -------------------- | --------- | ----------- | ----- |
| Singapur             | 40        | 6           | 46    |
| Indonesia            | 23        | 0           | 23    |
| Malasia              | 10        | 0           | 10    |
| Estados Unidos       | 5         | 0           | 5     |
| Francia              | 5         | 0           | 5     |
| Alemania             | 4         | 0           | 4     |
| Reino Unido          | 3         | 0           | 3     |
| Japón                | 2         | 0           | 2     |
| Bosnia y Herzegovina | 1         | 0           | 1     |
| Austria              | 1         | 0           | 1     |
| India                | 1         | 0           | 1     |
| Taiwán               | 1         | 0           | 1     |
| Australia            | 1         | 0           | 1     |
| Nueva Zelanda        | 0         | 1           | 1     |
| Total                | 97        | 7           | 104   |

## Dramatización
Este accidente fue presentado en el programa de televisión canadiense Mayday: catástrofes aéreas, en el episodio titulado «Al límite». El accidente es reexaminado en una temporada compilatoria posterior, en el episodio titulado «¿Asesino en cabina?».